# Trochosa arctosina
Trochosa arctosina là một loài nhện trong họ Lycosidae.
Loài này thuộc chi Trochosa. Trochosa arctosina được Lodovico di Caporiacco miêu tả năm 1947.